# 니켈로디언 (영화관)

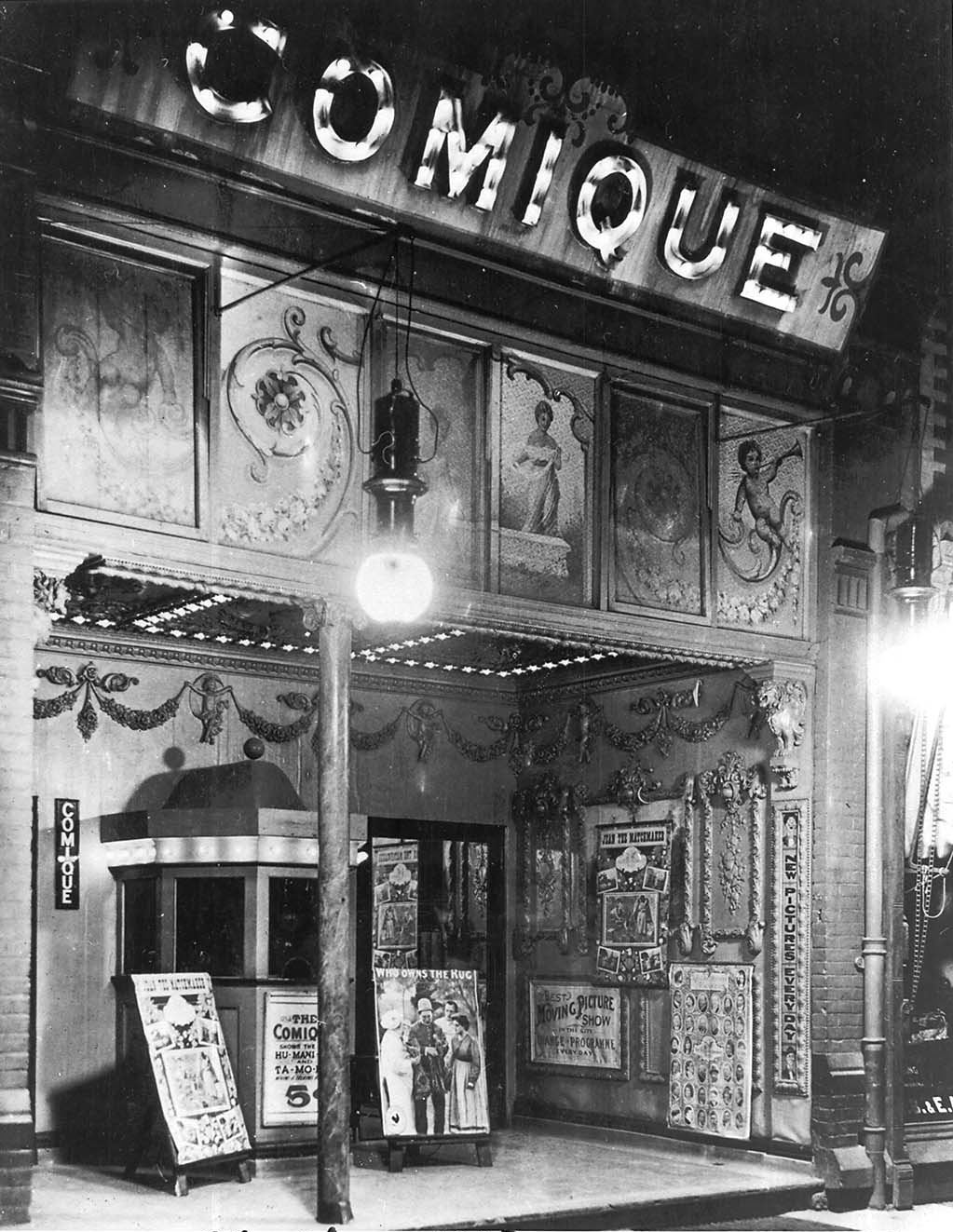
토론토의 니켈로디언 극장 (1910년경)

니켈로디언(영어: Nickelodeon)은 20세기 초반에 나타난 규모가 작은 영화관이다. 미국 영어에서 니켈(Nickel)은 5센트 동전, 그리스어에서 오데온(영어 발음: "오디언", Odeon)은 지하 극장이라는 뜻이다.